# Acacia arabica
Acacia arabica é uma espécie de leguminosa do gênero Acacia, pertencente à família Fabaceae.